# Elonichthys
Elonichthys es un género extinto de peces osteíctios prehistóricos del orden Palaeonisciformes. Este género marino fue descrito científicamente por Christoph Gottfried Andreas Giebel en 1848.

## Especies
Especies reconocidas del género Elonichthys:
- † Elonichthys Giebel 1848

- - † Elonichthys aitkeni Traquair 1886
  - † Elonichthys bucklandi Agassiz 1835
  - † Elonichthys disjunctus Eastman 1903
  - † Elonichthys egertoni Egerton 1850
  - † Elonichthys germari Giebel 1848
  - † Elonichthys gigas Fritsch 1877
  - † Elonichthys macropterus Bronn 1829
  - † Elonichthys peltigerus Newberry 1856
  - † Elonichthys perpennatus Eastman 1902
  - † Elonichthys portlocki Egerton 1850
  - † Elonichthys pulcherrimus Traquair 1881
  - † Elonichthys punctatus Aldinger 1937
  - † Elonichthys robisoni Hibbert 1835
  - † Elonichthys semistriatus Traquair 1877
  - † Elonichthys serratus Traquair 1881
  - † Elonichthys striatus Agassiz 1835